# Ctenichneumon edictorius
Ctenichneumon edictorius là một loài tò vò trong họ Ichneumonidae.